# 長沙鐵路運輸法院
長沙鐵路運輸法院是中華人民共和國的一所跨行政区域管辖诉讼案件的鐵路運輸基層法院，位于湖南省長沙市芙蓉區五一大道107號。

## 歷史
1981年，長沙鐵路運輸法院隨廣州鐵路運輸中級法院重建，列为其下级机关，原址位于铁道部广州铁路局长沙分局办公楼，后与长沙铁路运输检察院一同搬迁至湖南省长沙市芙蓉区朝阳路289号。
2012年7月1日，根据《关于铁路法院检察院管理体制改革若干问题的意见》，在“湖南省铁路法院检察院移交领导小组”的领导下，随中國共產黨湖南省委員會，中國鐵路廣州局集團和湖南省高级人民法院代表在移交协议上签字，長沙鐵路運輸法院正式移交湖南省高级人民法院管理，职务任免由湖南省高级人民法院提请湖南省人民代表大會常務委員會处理。
2024年9月2日，长沙铁路运输法院搬迁至新审判大楼，原址不再使用。

## 管辖
根据《最高人民法院关于铁路运输法院案件管辖范围的若干规定》，长沙铁路运输法院可受理其管辖范围内涉及铁路运输、铁路安全、铁路财产的民事诉讼、执行案件以及铁路检察机关提起公诉或当事人自诉的下列刑事诉讼案件。对民事或刑事诉讼案件的判决、裁定不服的，案件二审由广州铁路运输中级法院管辖。
- （一）车站、货场、运输指挥机构等铁路工作区域发生的犯罪；
- （二）针对铁路线路、机车车辆、通讯、电力等铁路设备、设施的犯罪；
- （三）铁路运输企业职工在执行职务中发生的犯罪。

2019年5月1日起，根据湖南省高级人民法院《关于开展全省基层人民法院一审行政诉讼案件集中管辖工作的实施方案》的要求，开始集中对长沙市范围内湘江以东范围，即芙蓉区、天心区、开福区、雨花区、长沙县及浏阳市辖区内基层法院管辖的一审行政诉讼案件实施管辖；10月1日起，开始对湘江以西范围，即岳麓区、望城区及宁乡市辖区的前述案件实施集中管辖。对行政诉讼案件的判决、裁定不服的，案件二审由长沙市中级人民法院管辖。